# Airén
La Airén (o anche valdepeñas o forcallat.) è una varietà di uva (Vitis vinifera) bianca usata normalmente per la vinificazione. Questa varietà è originaria della Spagna, dove rappresenta il 30% del totale dei vigneti del paese. Nel 2010 si è calcolato che l'airen era la terza uva con più superficie coltivata al mondo.
Nel 2010 c'erano 252.000 ettari.
I vigneti di airen hanno poca densità di viti. I vigneti di questo tipo sono diminuiti venendo sostituiti da altri vigneti di uva nera come il Tempranillo.